# Andrzej Wlazło
Andrzej Wlazło (ur. 15 maja 1947 w Gdańsku) – polski piłkarz ręczny, mistrz i reprezentant Polski, mistrz Austrii.

## Życiorys
Jest wychowankiem Spójni Gdańsk, od 1960 występował w drużynie młodzików, w 1961 zdobył z nią brązowy medal mistrzostw Polski w tej kategorii wiekowej. W 1962 rozpoczął grę w seniorskim zespole Spójni i zadebiutował w wieku 15 lat w rozgrywkach I-ligowych. Jego trenerem był Janusz Czerwiński. Ze Spójnią zdobył w 1965 wicemistrzostwo Polski, w latach 1968, 1969 i 1970 mistrzostwo Polski, w 1966, 1968 i 1970 Puchar Polski.
W 1966 debiutował w reprezentacji Polski seniorów. W 1967 wystąpił na mistrzostwach świata, zajmując z drużyną miejsce 9-12. Wystąpił w dwóch z trzech meczów polskiej drużyny, zdobywając dwie bramki. W tym samym roku zdobył także srebrny medal na Światowych Igrzyskach Młodzieży (nieoficjalnych mistrzostwach świata juniorów). Do wiosny 1969 występował regularnie w reprezentacji Polski, następnie powrócił do gry w drużynie narodowej w czerwcu 1972, jednak z uwagi na podejrzenie wady serca nie znalazł się w składzie reprezentacji na Igrzyska Olimpijskie w Monachium. W drużynie narodowej zagrał łącznie w 40 spotkaniach, zdobywając 95 bramek.
Jesienią 1972 wyjechał do Austrii, gdzie został zawodnikiem Union Krems. Przeszedł ponownie badania lekarskie, które nie potwierdziły wcześniejszej diagnozy. W 1973 zdobył ze swoją drużyną mistrzostwo Austrii i został królem strzelców ligi. Po sezonie powrócił do Polski. Jego karierę przerwał wypadek samochodowy w dniu 14 czerwca 1973, w którym zginął podróżujący razem z nim Helmut Pniociński. Po niemal dwuletniej rehabilitacji został trenerem drugoligowego Stoczniowca Gdańsk, w 1975 wyjechał ponownie do Austrii, gdzie został grającym trenerem III-ligowego SC Eggenburg. Z klubem tym awansował w 1976 do II ligi, w 1977 do I ligi. W pierwszym meczu sezonu 1977/1978 doznał jednak groźnej kontuzji, która zakończyła kego karierę sportową.
W 1978 powrócił do Polski, w kolejnych latach prowadził sekcję piłki ręcznej kobiet w Starcie Gdańsk, był działaczem AZS-AWFiS Gdańsk, w 2008 należał do inicjatorów reaktywacji klubu Spójnia-Wybrzeże Gdańsk.
Jest członkiem „Klubu zasłużonego reprezentanta Polski w piłce ręcznej”.
Prowadził działalność gospodarczą (sklep), następnie przeszedł na rentę.